# Fjodor Fjodorowitsch Luschin
Fjodor Fjodorowitsch Luschin (russisch Фёдор Фёдорович Лужин; * 1695; † 1727) war ein russischer Geodät, Kartograf und Forschungsreisender.

## Leben
Luschin studierte an der 1701 gegründeten Moskauer Schule für Mathematische und Nautische Wissenschaften im Sucharew-Turm. Als 1715 die Nautik-Klassen nach St. Petersburg verlegt wurden und zur neuen Marine-Akademie gehörten, studierte Luschin dort in der Geodäsie-Klasse mit Abschluss 1718.
Zusammen mit Iwan Jewreinow wurde Luschin von Peter I. 1719 mit einer geheimen Expedition zu den Kurilen geschickt. Luschin war 1719–1721 an der Kartierung der Kurilen und an der Dokumentation der Küsten Kamtschatkas beteiligt. 1722 diente er in Tobolsk. 1723–1724 führte Luschin Vermessungen in Ostsibirien im Gouvernement Irkutsk durch.
Luschin nahm an Vitus Berings Erster Kamtschatkaexpedition teil, die 1725 in St. Petersburg aufbrach. Luschin gehörte zu Martin Spangbergs Kommando, das die Ausrüstung für die Expedition von Jakutsk nach Ochotsk brachte. Unterwegs erkältete er sich und starb 1727 an der Judoma.
Luschins Namen tragen eine Bucht des Ochotskischen Meers und die Luschin-Straße zwischen den Kurilen-Inseln Paramuschir und Anziferow-Insel.